# راه‌پیمایی تاسوعا و عاشورای ۱۳۵۷

تظاهرکنندگان عاشورای ۵۷ روی پل کالج

راهپیمایی تاسوعا و عاشورای ۱۳۵۷ راهپیمایی‌هایی در جریان انقلاب اسلامی ایران بودند که در ۱۹ و ۲۰ آذر ۱۳۵۷ مصادف با تاسوعا و عاشورای حسینی در تهران و دیگر شهرهای بزرگ ایران برگزار شد. شمار شرکت‌کنندگان در این راهپیمایی‌ها که از وقایع مهم در انقلاب به شمار می‌رفت، میلیونی بود.درحالیکه حکومت نظامی اجتماع بیش از سه نفر را محدود کرده بود جمعیت میلیونی به خیابان ها آمدند.

در پایان مراسم راهپیمایی قطعنامه‌ای به شرح زیر در چند نقطه تهران از جمله میدان شهیاد (میدان آزادی فعلی) قرائت شد:
در این روز بزرگ و تاریخی، روز عاشورا و روز شهادت شکوهمند سرور آزادگان، پیشوا و امام مسلمین جهان حسین بن علی و یاران رزمنده و وفادارش، ملت مبارز ایران راهپیمائی بزرگ که به دعوت نمایندگان اکثریت قاطع ایران تشکیل شده است، پیوند خود را با قیام تاریخی کربلا و اهداف مقدس آن تجدید می‌کنیم و مواد زیر را به عنوان قطعنامه‌ی این گردهمآیی با شکوه اعلام می‌داریم:
۱. حضرت آیت‌الله العظمی خمینی، رهبر است و خواسته‌های ایشان خواست عموم ملت است. پیاده روی امروز رأی اعتمادی است که از دل و جان به ایشان داده می‌شود و فرد فرد ملت مسلمان و مبارز ایران از رهبری ارزشمند و عالی‌قدر ایشان قدردانی می‌نماید.
۲. سقوط و بر چیده شدن بساط سلطنت استبداد و پایان هرگونه آثار استعمار خارجی که با استبداد داخلی پیوند دارد و استقلال واقعی مردم مسلمان ایران.
۳. برقراری حکومت عدل اسلامی بر اساس آراء مردم و حفظ استقلال و تمامیت ارضی کشور و تعمیم آزادی‌های فردی و اجتماعی با معیارها و ضوابط اسلامی.
۴. تقارن ایام مذهبی را با روز جهانی اعلامیه جهانی حقوق بشر غنیمت دانسته و اعلام می‌داریم که تنها تعمیم حقوق فکری و اساسی‌ترین هدف‌های جنبش ماست؛ بلکه اسلام خود مبتکر حقوق بشر است.
۵. استثمار و استعمار بیگانه و وابستگی به امپریالیسم شرق و غرب و قدرت‌های بزرگ به هر شکل که باشد باید ریشه کن گردد و به روابط متقابل و حقوق و مصالح طرفین یا کشورهایی که استعمارگر نیستند مبدل گردد.
۶. حقوق اجتماعی و سیاسی کلیه‌ی افراد جامعه و اقلیت‌های مذهبی و اتباع دیگر کشورها که بنا بر مصالحی در ایران اقامت دارند با رعایت همه جانبه اسلامی به طور کامل محفوظ و محترم باشد.
۷. آزادی واقعی و حیثیت و شرف و کرامت انسانی زنان که اسلام به آن‌ها داده و حقوق اجتماعی و رشد همه‌ی استعدادهای آن‌ها به صورت کامل تأمین شود.
۸. اجرای عدالت اجتماعی و تعمیم حقوق کارگران و دهقانان و امکان بهره‌برداری کامل آنان از محصول کار و دسترنج خویش فراهم گردد.
۹. هر گونه تبعیض حقوقی و اجتماعی و استثمار انسان به وسیله انسان و سلطه‌گری اقتصادی که باعث جمع ثروت از یک طرف و بدبختی از طرف دیگر باشد ریشه کن شود.
۱۰. استقلال شرافتمندانه‌ی اقتصادی و احیا کشاورزی و پیشرفت صنعتی مستقل تا حد خودکفائی.
۱۱. اعتصابات شکوهمند کارکنان و تأسیسات دولتی و بخش خصوصی که ضربه‌ی مهلکی بر پیکر رژیم وارد آورد، مورد تائید ما می‌باشد.
۱۲. لازم می‌دانیم مردم فداکار توجه کنند با کمبودی که از این رهگذر به وجود می‌آید، همکاری برادرانه لازم را در تأمین لازمات دیگران به عمل آورد و از احتکار و گران کردن کالاهای مصرفی خوداری نمایند.
۱۳. کشاندن ارتش به خیابان‌ها و قرار دادن آن‌ها را رو در روی ملت خیانتی به ارتش و ملت می‌دانیم و ارتش ایران باید بداند که وظیفه اساسی آن موضع‌گیری با دشمنان خارجی است نه با خود مردم.
۱۴.تبلیغات بی‌اساس رژیم در خصوص نفوذ کمونیسم در قیام ملت مردم و آتش سوزی و آلوده کردن مبارزات مردم مسلمان نخواهد توانست ملت آگاه را که حب اسلام و وطن، انگیزه آن‌هاست سست نماید.
۱۵. ما به روان پاک و پر افتخار شهدای جنبش اسلامی به خصوص شهدای مبارزات 15 ساله‌ی اخیر که سهم شایانی در پیشبرد اهداف مبارزه دارند و با الهام از مکتب حسین(ع) خون خود را بی‌دریغ نثار کردند درود می‌فرستیم.
۱۶. کلیه‌ی زندانیان سیاسی و تبعیدی‌ها که به جرم دفاع از حریم حق و اسلام از آزادی محروم شده‌اند باید به خانه‌های خود بازگردند.
۱۷. به منظور رسیدن به هدف‌های پاک خود، مبارزه‌ی آگاهانه ملت تا سرحد پیروزی به صورت‌های گوناگون ادامه خواهد یافت و هرگونه دسیسه و دروغ و دروغ پردازی، اختناق و یورش حکومت، ما را از جنبش اسلامی وا نخواهد داشت.

- تظاهراتهای ۱۷ و ۱۸ بهمن ۱۳۵۷

1. 